# Anders Larsson (skarprättare)
Anders Larsson var skarprättare i Stockholm åren 1603-1612. Han var verksam för Stockholm stad i över tio års tid och efterträdde en bödel från Tyskland vid namn Hans, omnämnd 1602.
Larsson var även verksam som bödel utanför Stockholm. År 1604 erhöll han åtta daler efter att ha avrättat fyra personer genom halshuggning i Uppsala. I slutet av sin yrkeskarriär led han av sjukdom och vårdades i perioder på Danviks hospital.